# Obernholz (Gemeinde Straß im Straßertale)
Obernholz ist eine Ortschaft (Katastralgemeinde Oberholz) in der Marktgemeinde Straß im Straßertale im Bezirk Krems-Land in Niederösterreich. Die Ortschaft hat 55 Einwohner (Stand 1. Jänner 2024).

## Geografie
Das kleine, malerische Dörfchen liegt in einer Mulde des Manhartsberges, der als Grenze zwischen dem Kamptal und dem Weinviertel gilt, und erstreckt sich von der aus Elsarn im Straßertal kommenden Hauptstraße nach Westen. Für viele Bewohner ist der Weinbau eine wichtige Erwerbsquelle, worauf auch die Kellergasse verweist. Die Holzwirtschaft ist ebenso bedeutend.

## Geschichte
In den Jahren 1162 und 1173 scheinen „Marchward de Obernholze“ und seine Brüder Lutpold und Ligoboton in Urkunden auf. Für 1177 und für 1992 ist „Reinpert de Obernholci“ belegt. Weitere Angehörige dieser Familie werden im 14. Jahrhundert genannt, etwa „Ruedel von Obernholz“, „Mathes der Obernholzer“ und später Nikolaus und Rüdiger. Der Besitz der Obernholzer war gegen Ende des 15. Jahrhunderts zur Hälfte dem Stift Göttweig zinspflichtig, andererseits auch der Herrschaft Wiedendorf. Ab dem 16. Jahrhundert waren die grundherrlichen Rechte von der Herrschaft Grafenegg ausgeübt. Der Ansitz der Herren von Obernholz konnte noch nicht aufgefunden werden.

## Sehenswürdigkeiten
- Kapelle Obernholz

- Fossilienschauraum Obernholz und die zugehörige Fossiliengrube westlich von Obernholz